# The Ultimate Resource
The Ultimate Resource är en bok från 1981 skriven av Julian Lincoln Simon som utmanar uppfattningen att mänskligheten höll på att få slut på naturresurser. Den uppdaterades 1996 som The Ultimate Resource 2.

## Översikt
Den övergripande tesen om varför det inte finns någon resurskris är att när en viss resurs blir mer knapp, stiger dess pris. Denna prisökning skapar ett incitament för människor att upptäcka mer av resursen, ransonera och återvinna den, och så småningom utveckla ersättningar. Den "ultimata resursen" är inte något specifikt fysiskt objekt utan människors förmåga att uppfinna och anpassa sig.

### Knapphet
Verket inleds med en förklaring av knapphet och noterar dess relation till pris; höga priser betecknar relativ knapphet och låga priser indikerar överflöd. Simon mäter vanligtvis priser i lönejusterade termer, eftersom detta är ett mått på hur mycket arbetskraft som krävs för att köpa en fast mängd av en viss resurs. Eftersom priserna på de flesta råvaror (t.ex. koppar) har fallit mellan 1800 och 1990 (justerat för löner och  inflation) menar Simon att det indikerar att dessa material har blivit mindre knappa och att efterfrågan på dem driver återvinning, utveckling av alternativ och nya utvinningstekniker,

### Prognoser
Simon skiljer mellan "tekniska" och "ekonomiska" prognoser. Ingenjörsprognoser utgår från en  känd fysisk mängd resurser och extrapolerar användningshastigheten med utgångspunkt från nuvarande användning och beräknar skillnaden. Simon menar att dessa enkla analyser ofta är felaktiga. Även om det är bra att enbart fokusera på beprövade resurser i ett affärssammanhang, är det inte lämpligt för prognoser som omfattar hela ekonomin. Det finns oupptäckta källor, källor som ännu inte utvinns av ekonomiska eller   tekniska skäl, och dolda resurser som skulle kunna visa sig användbara men som ännu inte är värda att försöka upptäcka.
För att motverka problemen med tekniska prognoser föreslår Simon ekonomisk prognostisering i tre steg för att delvis fånga det som den tekniska metoden utelämnar:
| # Fråga om det finns någon övertygande anledning att tro att den period du prognostiserar för kommer att skilja sig från det förflutna, så långt tillbaka som data tillåter. 1. Om det inte finns någon god anledning att avfärda den tidigare trenden som representativ för framtiden, fråga om det finns en rimlig förklaring till den observerade trenden. 2. Om det inte finns någon anledning att tro att framtiden kommer att skilja sig från det förflutna, och om du har en välgrundad förklaring till trenden – eller om du saknar en välgrundad teori, men data är överväldigande – projicera trenden in i framtiden. |

### Oändliga resurser
Det kanske mest kontroversiella påståendet i boken är att naturresurser är oändliga. Simon argumenterar inte för att det finns en oändlig fysisk mängd av, säg, koppar, men för mänskliga ändamål bör den mängden behandlas som oändlig eftersom den inte är begränsad eller begränsad i någon ekonomisk mening, eftersom:
- kända reserver är av osäker mängd
- nya reserver kan bli tillgängliga, antingen genom upptäckt eller genom utveckling av nya utvinningstekniker
- återvinning
- effektivare utnyttjande av befintliga reserver (t.ex. "Det krävs mycket mindre koppar nu för att förmedla ett givet budskap än för hundra år sedan." [The Ultimate Resource 2, 1996, fotnot, sidan 62])
- utveckling av ekonomiska motsvarigheter, t.ex. optisk fiber när det gäller koppar för telekommunikation

De ständigt sjunkande priserna i förhållande till reallöner tyder på minskande knapphet, eftersom det krävs allt mindre arbetstid för en genomsnittlig arbetare att ha råd med en viss mängd av en vara. Detta tyder, hävdar Simon, på en bestående trend av ökad tillgänglighet som inte kommer att upphöra inom överskådlig framtid, trots fortsatt befolkningstillväxt.

## Bevis
Flera kapitel i boken beskriver ekonomin för en resurs och föreslår varför denna resurs är oändlig för mänskliga syften.

### Historiskt prejudikat
Simon menar att människor i tusentals år alltid har oroat sig för civilisationens undergång orsakad av en resurskris. Han räknar upp flera tidigare ogrundade miljöfarhågor som  stöd för sitt påstående att moderna farhågor inte är något nytt och kommer att motbevisas.
Några av de "kriser" han nämner är brist på tenn under 1200-talet f.Kr., avskogning i Grekland år 550 f.Kr. och i England under 1500-talet till 1700-talet e.Kr., mat år 1798, kol i Storbritannien under 1800-talet, olja sedan 1850-talet, och olika metaller sedan 1970-talet.

## Simon–Ehrlich-satsningen
Baserat på preliminär forskning för Den ultimata resursen ingick Simon och Paul Ehrlich ett berömt vad år 1980, där de satsade på ett ömsesidigt överenskommet mått på resursbrist under årtiondet fram till 1990.
Ehrlich var författaren till den populära boken Befolkningsbomben, som hävdade att mänskligheten stod inför en demografisk katastrof där befolkningstillväxten snabbt översteg tillväxten i tillgången på mat och resurser. Simon var mycket skeptisk till sådana påståenden.
Simon lät Ehrlich välja fem av flera råvarumetaller. Ehrlich valde fem metaller: koppar, krom, nickel, tenn och volfram. Simon satsade på att deras priser skulle gå ner. Ehrlich satsade på att de skulle gå upp.
Varukorgen, som kostade 1 000 USD år 1980, sjönk i pris med över 57 procent under det följande decenniet. Som ett resultat skickade Paul Ehrlich i oktober 1990 en check på 576,07 USD till Julian Simon för att avgöra vadet till Simons fördel.

## Befolkning
En stor del av boken ägnas åt att visa hur befolkningstillväxt i slutändan skapar mer resurser. Det grundläggande argumentet återspeglar den övergripande tesen: när resurser blir mer knappa stiger priset, vilket skapar ett incitament att anpassa sig. Det antyder att ju mer ett samhälle måste uppfinna och innovera, allt annat lika, desto lättare kommer samhället att höja sin levnadsstandard och minska resursbristen.